# Tempo (Reiten)
In der Reitkunst bedeutet Tempo ein Gangmaß innerhalb einer der drei Grundgangarten Schritt, Trab und Galopp. Dabei differenziert der Begriff nicht etwa unterschiedliche Geschwindigkeiten, sondern „den Grad der Versammlung“ und die „dadurch bedingte Länge der Schritte, Tritte oder Sprünge“ unter Beibehaltung des Taktes. Die Tempi in der Dressur lauten Mittelschritt, starker Schritt und versammelter Schritt, Arbeitstrab, Mitteltrab, versammelter Trab und starker Trab sowie Arbeitsgalopp, Mittelgalopp, versammelter Galopp und starker Galopp.

## Einzelne Tempi
Die Versammlung erfolgt durch vermehrt vortreibende Gewichts- und Schenkelhilfen sowie annehmende und nachgebende Zügelhilfen, so dass das Pferd mehr unter seinen Schwerpunkt tritt. Dabei kommt es durch das Absenken der Kruppe infolge vermehrter Hankenbeugung zu einer „relativen Aufrichtung“, bei der das Pferd „aus der Schulter heraus“ größer erscheint und mehr „bergauf“ geht. Durch die Rahmenverkürzung wird eine Entlastung der Vorhand und eine „erhöhte Tragkraft“ der Hinterhand erreicht. Die Schritte, Tritte und Sprünge werden zwar „weniger raumgreifend, aber erhabener und ausdrucksvoller“.
Im mittleren und starken Tempo wird jeweils unter Erhaltung des Taktes durch die „Rahmenerweiterung“ ein „größerer Raumgriff“ erreicht, d. h. die Schritte, Tritte und Sprünge werden länger. Bei zeitlichem Gleichmaß geht die Aktion der Beine weniger in die Vertikale wie bei der Versammlung, sondern mehr in die Horizontale, es kommt zu einem Raumgewinn.
Versammlung und Verstärkung erfordern eine fortgeschrittene Ausbildung von Reiter und Pferd.

## Tempowechsel (Übergänge)
Tempowechsel dienen wie die Gangartwechsel der Versammlung. Dabei muss sowohl beim Zulegen des Tempos als auch beim Rückführen des Tempos vermehrt getrieben werden, im ersten Fall, um den größeren Raumgriff zu erreichen, und im letzteren Fall, um zu verhindern, dass das Pferd auf die Vorhand kommt. In den Dressurprüfungen wollen die Richter scharfe Übergänge sehen, z. B. vom versammelten in den Mitteltrab, denn daran kann die Durchlässigkeit des Pferdes gemessen werden. Übergänge sind aber „nicht nur geforderte Lektionen in Dressurprüfungen“, sondern auch „ein entscheidendes Hilfsmittel in der gesamten Ausbildung des Pferdes“.
In der Ausbildung dienen eine Vielzahl von Übungen den Verstärkungen. In der Regel erleichtern versammelnde Übungen die anschließende Rahmenerweiterung. Natürlich ist darauf zu achten, dass man den Bandapparat des Pferdes nicht durch exzessive Temposteigerungen überbelastet und vorzeitig verschleißt.
So kann eine Aktivierung des Schritts u. a. durch folgende Lektionen erreicht werden:
- Reiten von geraden Linien nach vorangegangener Wendung (z. B. Volte)
- 20-m-Zirkel im Schritt, abwechselnd in korrekter Biegung und Stellung und in Konterbiegung und -stellung
- Schulterherein im Schritt – Wechsel durch die ganze Bahn mit Verlängerung der Tritte – wieder von vorne
- Gangartwechsel: energischer Trab – drei Pferdelängen Schritt – Trab
- Schulterherein im Trab – Wechsel durch die ganze Bahn mit einer oder zwei Pferdelängen Schritt – Trab

Fleiß und Raumgriff im Trab können durch folgende Lektionen vermehrt werden:
- Ganze Bahn Leichttraben – vor der kurzen Seite aussitzen – in der zweiten Ecke der kurzen Seite 15-m-Zirkel aussitzen – aus dem Zirkel heraus durch die ganze Bahn wechseln im Leichttraben – vor der gegenüberliegenden Ecke wieder aussitzen – weiter ganze Bahn – und wieder von vorne
- 20-m-Zirkel im Trab, abwechselnd in korrekter Biegung und Stellung und in Konterbiegung und -stellung
- Zirkel verkleinern im Schritt – Zirkel vergrößern – auf der 20-m-Linie antraben – durchparieren in den Schritt – und wieder von vorne (insgesamt dreimal, ggf. mit eingebauten Wechseln von Biegung und Konterbiegung)[6]
- für Fortgeschrittene (und sehr effektiv): ganze Bahn im versammelten Trab – Anfang der nächsten langen Seite Schulterherein – Mitte der langen Seite durch die Bahn wechseln mit einer Traversale – im Renvers weiter ganze Bahn – Anfang der nächsten langen Seite durch die ganze Bahn wechseln im Mitteltrab oder starken Trab

Galoppverstärkungen können durch folgende Lektionen erreicht werden:
- 20-m-Zirkel im Galopp, abwechselnd in korrekter Biegung und Stellung und in Konterbiegung und -stellung
- Ganze Bahn im Arbeitsgalopp – an der nächsten kurzen Seite 15-m-Zirkel – an der nächsten langen Seite Mittel- oder starker Galopp – vor der nächsten Ecke durchparieren in den Arbeitsgalopp – in der Ecke wieder 15-m-Zirkel – weiter ganze Bahn im Arbeitsgalopp – wieder von vorne[7]
- Zirkel verkleinern im Trab – Zirkel vergrößern – auf der 20-m-Linie angaloppieren – durchparieren in den Trab – und wieder von vorne (insgesamt dreimal, ggf. mit eingebauten Wechseln von Biegung und Konterbiegung)[8]